# Trịnh Vân Long
Trịnh Vân Long (sinh ngày 27 tháng 6 năm 1990) là nam diễn viên nhạc kịch người Trung Quốc, nổi tiếng với khán giả đại chúng khi chiến thắng tại show truyền hình thực tế Thanh Nhập Nhân Tâm của đài Hồ Nam.
Anh cũng từng giành giải Viện Hàn lâm Nhạc kịch dành cho Nam diễn viên xuất sắc nhất, đồng thời nằm trong danh sách Forbes 30 Under 30 – 30 người dưới 30 tuổi nổi bật có những ảnh hưởng tích cực trong lĩnh vực mà họ hoạt động của Forbes Trung Quốc năm 2019.

## Tiểu sử
Trịnh Vân Long sinh ngày 27 tháng 6 năm 1990 tại Thanh Đảo, Sơn Đông, Trung Quốc. Mẹ anh là một diễn viên kinh kịch của Nhà hát Opera Bắc Kinh. Khi Trịnh Vân Long học cấp hai, anh có dịp làm quen với nhạc kịch khi đến Bắc Kinh cùng mẹ và xem vở nhạc kịch Cats trong lần đầu tiên vở này được công diễn tại Trung Quốc.
Sau khi tốt nghiệp cấp ba, Trịnh Vân Long dành một năm để học thanh nhạc và vũ đạo để thi vào khoa nhạc kịch Học viện Vũ đạo Bắc Kinh và được nhận. Thời gian đầu theo học, anh gặp rất nhiều khó khăn để theo kịp chương trình vì khả năng hát và nhảy còn nhiều hạn chế nhưng cuối cùng anh cũng vượt qua được nhờ sự giúp đỡ của bạn bè và thầy cô. Lớp đại học của anh dựng bản tiếng Trung của vở nhạc kịch Rent để làm bài thi tốt nghiệp, trong đó Trịnh Vân Long thủ diễn vai Collins. Phiên bản này đã nhận được nhiều lời khen từ những người trong giới nhạc kịch. Ngoài ra trong quá trình học anh cũng từng tham gia diễn những vai nhỏ hoặc vai quần chúng trong các vở nhạc kịch như Mamma Mia! (vai Harry), Anh Hùng, Vịnh Điệp, Nhị Tuyền Ngâm. Năm 2013, Trịnh Vân Long tốt nghiệp Học viện Vũ đạo Bắc Kinh hạng xuất sắc.

## Sự nghiệp

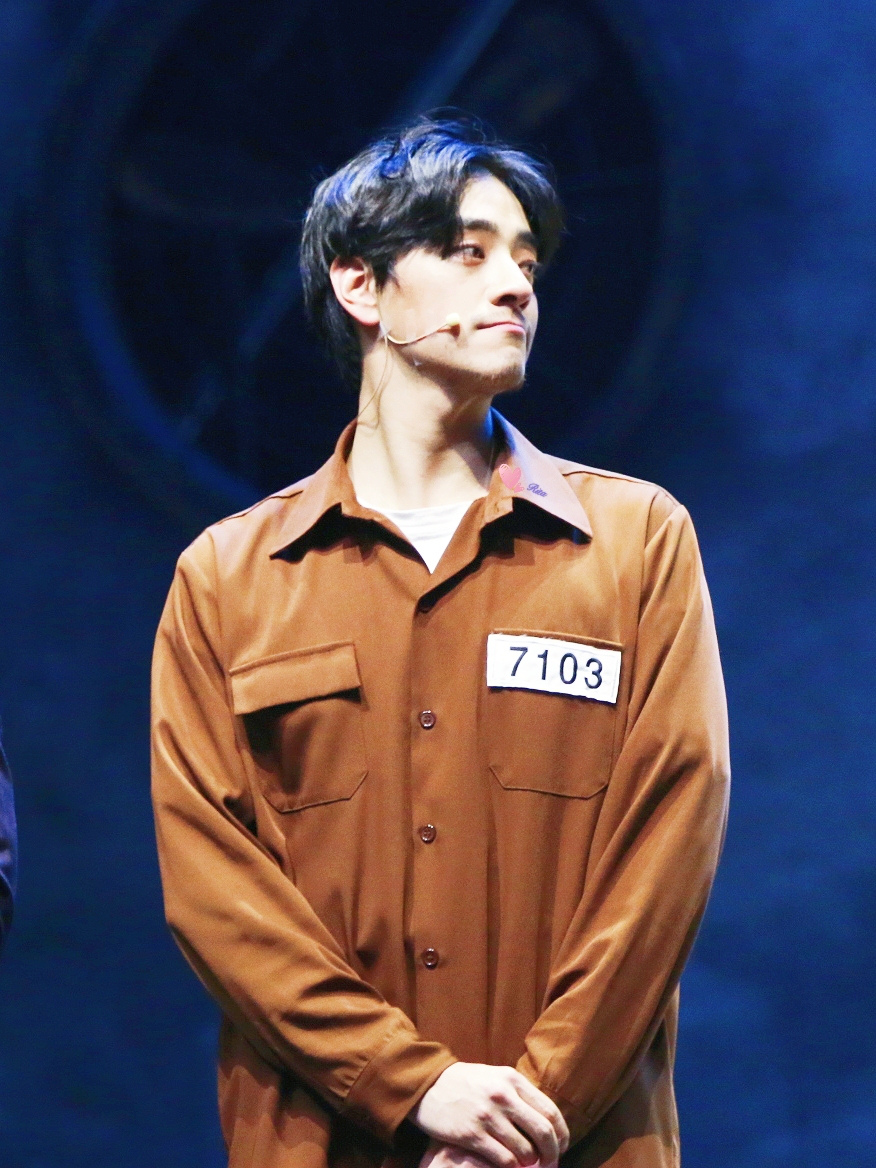
Trịnh Vân Long tại một buổi diễn của vở nhạc kịch Bức thư năm 2019.

Sau khi tốt nghiệp, Trịnh Vân Long đảm nhận vai chính Qaisar trong vở nhạc kịch Nasreddin Afandi. Do chưa có kinh nghiệm, dồn quá nhiều sức vào luyện tập anh mất giọng khi đang diễn được nửa chừng, buộc ê kíp phải thay thế bằng diễn viên tổ B. Ngày hôm sau, được sự động viên của thầy chủ nhiệm lớp đại học kiêm đạo diễn Tiêu Kiệt, anh lên sân khấu và hoàn thành vở diễn. Sau đó, nghe lời gia đình anh chấp nhận một công việc văn phòng ở Thanh Đảo. Tuy nhiên anh vẫn theo đuổi đam mê với nhạc kịch, năm 2014 anh thôi việc ở công ty và chính thức gia nhập đoàn kịch Tùng Lôi. Trong vòng hai năm sau đó, anh đã diễn qua các vở Yêu Đặng Lệ Quân, Lại gặp hoa đào đỏ và A! Cổ Linh.
Năm 2017, vượt qua ba vòng phỏng vấn và 400 thí sinh, Trịnh Vân Long nhận được vai chính của vở nhạc kịch Biến thân quái y (Jekyll & Hyde). Thành công của vở nhạc kịch này giúp diễn xuất và tên tuổi Trịnh Vân Long nhận được nhiều phản hồi tích cực từ giới chuyên môn. Từ 2017 đến 2018 anh còn thủ diễn các vở khác như Murder Ballad, Rock of Ages, Yêu thương đi nhân loại, Man of La Mancha. Trịnh Vân Long từng có một buổi diễn ở Cáp Nhĩ Tân mà chỉ có 10 khán giả đến xem. Tháng 8 năm 2018, anh giành giải Nam diễn viên xuất sắc nhất của giải thưởng Viện Hàn lâm Nhạc kịch do Học viện Điện ảnh Bắc Kinh tổ chức. Ngoài ra, anh còn được báo chí Trung Quốc gọi là "Vương tử nhạc kịch."

### Thanh Nhập Nhân Tâm
Ban đầu Trịnh Vân Long không muốn tham gia show truyền hình thực tế về ca hát Thanh Nhập Nhân Tâm của đài truyền hình Hồ Nam vì không muốn thu hút "sự chú ý không đáng có". Nhưng sau khi được thuyết phục, anh đồng ý vì cho rằng đem nhạc kịch đến với khán giả đại chúng cũng là "trách nhiệm của một diễn viên nhạc kịch, âu cũng là vì sự phát triển của nền nhạc kịch trong giai đoạn này". Trong cả chương trình, Trịnh Vân Long hát tổng cộng 15 bài trong đó có 11 bài là trích đoạn nhạc kịch. Ở tập cuối cùng, Trịnh Vân Long hát bài "Thiên Biên Ngoại" trích từ vở nhạc kịch Kim Sa, trở thành một trong sáu người giành được ghế chính thức của chương trình. Nhờ thành công của chương trình mà tên tuổi Trịnh Vân Long nhanh chóng được nhiều khán giả trên cả nước biến đến. Lượt người đăng kí theo dõi trang Sina Weibo của anh tăng vọt từ 3.000 lên 720.000. Sau khi Thanh Nhập Nhân Tâm kết thúc, anh cùng A Vân Ca, Cúc Hồng Xuyên, Thái Trình Dục lập một nhóm nam ca tên là Thanh Nhập Nhân Tâm Nam Đoàn để tham dự cuộc thi hát Singer 2019. Do chương trình dời lịch thu hình nên tập 10 của Singer 2019 trùng với một buổi diễn của vở nhạc kịch Bức thư, Trịnh Vân Long đã rời chương trình để tập trung cho vở diễn.

### 2019 – nay
Tháng 1 năm 2019, anh chia sẻ trên trang Weibo cá nhân rằng vở nhạc kịch Bức thư mà anh thủ diễn vai chính đã bán hết vé trong vòng một phút, khiến báo chí cho rằng đây là một khởi sắc cho nền nhạc kịch Trung Quốc. Tháng 3 năm 2019, Trịnh Vân Long trình bày phiên bản tiếng Trung của bài hát "Baby Mine" – bài hát chủ đề của phim Dumbo: Chú voi biết bay nhân dịp phim ra mắt thị trường Trung Quốc. Tháng 8 năm 2019, anh thủ diễn vai chính trong vở kịch The Poetic Age. Forbes Trung Quốc liệt kê Trịnh Vân Long vào danh sách Forbes 30 Under 30 – 30 người dưới 30 tuổi nổi bật có những ảnh hưởng tích cực trong lĩnh vực mà họ hoạt động. Tháng 9, anh diễn vai Hoàng đế Quang Tự trong vở kịch Đức Linh và Từ Hy ở Nhà hát Bảo lợi Bắc Kinh, do Nhà hát Nghệ thuật Nhân dân Thiên Tân phối hợp với Nhà hát Kịch nói Hồng Kông sản xuất.
Tết nguyên đán 2020 đánh dấu lần đầu tiên Trịnh Vân Long xuất hiện trên chương trình Gala mừng xuân của đài truyền hình trung ương Trung Quốc (CCTV). Anh cùng các nghệ sĩ khác trình bày ca khúc "Trung Quốc thân ái".
Ngày 30 tháng 5 năm 2020, Trịnh Vân Long tham gia đóng bộ phim truyền hình đầu tiên trong sự nghiệp – Kỳ nghỉ ấm áp vai Cao Tuấn Dụ.
Ngày 21 tháng 6 năm 2020 tiếp tục gia nhập đoàn phim Liễu Lãng Văn Oanh (Chim oanh hót trong bụi liễu). Anh đảm nhận vai Công Dục Thiện. Bộ phim muốn tái dựng lại văn hóa Việt Kịch, dự định hoàn thành vào tháng 12 năm 2020, phát hành 2021 có kế hoạch hướng tới các liên hoan phim trong và ngoài nước.
Ngoài hoạt động ca hát và diễn kịch, Trịnh Vân Long cũng đang là đại sứ quảng cáo cho các thương hiệu mỹ phẩm NARS, nhãn hàng mỹ phẩm Shiseido, thương hiệu đồ gia dụng Fissler và nhãn hiệu kem NOC Tu Tẫn Hoan.

## Hoạt động khác
Tháng 9 năm 2019, Trịnh Vân Long trở thành đại sứ từ thiện cho chương trình AIA Trái tim Thiên sứ do quỹ bảo hiểm AIA tổ chức, nhằm truyền cảm hứng đến công chúng để giúp đỡ các trẻ em khuyết tật cũng như gia đình các em nhằm có một cuộc sống tốt đẹp hơn. Anh phát hành đĩa đơn "Nụ cười của bạn" trong khuôn khổ của chương trình. Năm 2020, anh là Đại sứ Trao đổi Văn hóa Du lịch Na Uy – Trung Quốc do tổ chức Văn hóa Du lịch Na Uy – Trung Quốc phối hợp cùng Phòng Thương mại Na Uy Chiết Giang trao tặng.

## Sân khấu

### Nhạc kịch
| Năm       | Nhạc kịch                        | Tên tiếng Trung | Nhân vật          | Ghi chú/Nguồn                   |
| --------- | -------------------------------- | --------------- | ----------------- | ------------------------------- |
| 2011      | Rent                             | –               | Collins           | Vở nhạc kịch tốt nghiệp đại học |
| 2012      | Go Lala Go                       | 杜拉拉升职记    | Vương Vĩ          |                                 |
| 2013      | Nasreddin Afandi                 | 纳斯尔丁·阿凡提 | Qaisar            | [ 2 ] [ 27 ]                    |
| 2014      | Yêu Đặng Lệ Quân                 | 爱上邓丽君      | Châu Mộng Quân    | [ 2 ] [ 27 ]                    |
| 2015      | Lại gặp hoa đào đỏ               | 又见桃花红      | Diệp Miên         | [ 27 ]                          |
| 2015–2016 | A! Cổ Linh                       | 啊！鼓岭        | Milton Gardner    | [ 2 ] [ 27 ]                    |
| 2017      | Biến thân quái y (Jekyll & Hyde) | –               | Jekyll/Hyde       | [ 2 ] [ 27 ] [ 28 ]             |
| 2017–2019 | Murder Ballad                    | –               | Dr. Michael       | [ 2 ] [ 29 ]                    |
| 2018–2019 | Rock of Ages                     | –               | Stacee            | [ 29 ] [ 30 ]                   |
| 2018      | Yêu thương đi nhân loại          | 恋爱吧！人类    | Lý Hạo Dân        | [ 2 ] [ 31 ]                    |
| 2018      | Man of La Mancha                 | –               | Quixote/Cervantes | [ 2 ] [ 29 ]                    |
| 2018–2019 | Bức thư                          | 信              | Takeshima Takeshi | [ 29 ]                          |
| 2020      | Biến thân quái y (Jekyll & Hyde) | –               | Jekyll/Hyde       | [ 32 ]                          |

### Kịch sân khấu
| Năm  | Vở                       | Tên tiếng Trung | Nhân vật          | Ghi chú/Nguồn |
| ---- | ------------------------ | --------------- | ----------------- | ------------- |
| 2019 | Mạn trường đích cáo bạch | 漫长的告白      | Trần Trung Hành   | [ 33 ]        |
| 2019 | Đức Linh và Từ Hy        | 德龄与慈禧      | Hoàng đế Quang Tự | [ 6 ] [ 34 ]  |

## Bài hát đã phát hành
| Năm  | Tên                            | Tên tiếng Trung | Album                                       | Ghi chú/Nguồn                                             |
| ---- | ------------------------------ | --------------- | ------------------------------------------- | --------------------------------------------------------- |
| 2016 | "Nghịch Trần"                  | 逆尘            | Nhạc phim Liêu Trai Tân Biên                |                                                           |
| 2018 | "Tối Hạnh Vận Đích Sự"         | 最幸运的事      | Nhạc phim Yêu thương đi nhân loại           | [ 35 ]                                                    |
| 2018 | "Khoảng cách xa nhất"          | 最远的距离      | Nhạc phim Yêu thương đi nhân loại           | [ 35 ]                                                    |
| 2018 | "Trái tim của ánh sáng"        | 光之心          | Bài hát chủ đề của Thanh Nhập Nhân Tâm      | với 8 thành viên khác của Thanh Nhập Nhân Tâm             |
| 2018 | "Thừa Vân Quy"                 | 乘云归          | Nhạc trong game Sở Lưu Hương                |                                                           |
| 2019 | "Không nói tạm biệt"           | 不说再见        |                                             | với Liêu Xương Vĩnh & các thành viên Thanh Nhập Nhân Tâm  |
| 2019 | "Baby Mine"                    | 亲爱的          | Nhạc phim Dumbo: Chú voi biết bay           | [ 10 ]                                                    |
| 2019 | "Một ngày mới"                 | 新的一天        |                                             | Quảng bá cho nhạc kịch Đạo lộ Thâm Nam                    |
| 2019 | "Hồ Lô Oa"                     | 葫蘆娃          |                                             | với Cúc Hồng Xuyên, Thái Trình Dục & A Vân Ca             |
| 2019 | "Vinh quang cao nhất"          | 巅峰荣耀        | Nhạc phim Toàn Chức Cao Thủ (bản hoạt hình) | với A Vân Ca                                              |
| 2019 | "Nước chảy từ trời"            | 水从天上来      | Nhạc phim Thần Tịch Duyên                   | với Trương Bích Thần                                      |
| 2019 | "Đều là kẻ mất hồn trong đêm"  | 都是夜歸人      | Nhạc phim Quán ăn đêm                       | với A Vân Ca                                              |
| 2019 | "Tuổi trẻ chẳng ngại chi"      | 何妨年少        | Nhạc phim Tiểu đầu bếp cung đình            | [ 42 ]                                                    |
| 2019 | "Nụ cười của bạn"              | 你的微笑        |                                             | Quảng báo cho chương trình từ thiện AIA Trái tim Thiên sứ |
| 2020 | "Những thiếu niên ấy nói"      | 他们说          | Nhạc phim Đại Chúa tể                       | [ 44 ]                                                    |
| 2020 | "Thiếu Niên Hành"              | 少年行          | chương trình Kinh Điển Vịnh Lưu Truyền      | với A Vân Ca, Cúc Hồng Xuyên & Cao Thiên Hạc              |
| 2020 | "Vi Quang"                     | 微光            |                                             | với Thái Trình Dục                                        |
| 2020 | "Hoa quỳnh nở vội gặp mưa rơi" | 昙花一现雨及时  | Nhạc phim Tam Thiên Nha Sát                 | với Châu Thâm                                             |
| 2020 | "Tầm Quang"                    | 寻光            | Nhạc phim Thanh Bình Nhạc                   | [ 48 ]                                                    |
| 2020 | "Don't Forget"                 | 莫失莫忘        | Nhạc phim Cẩm Tú Nam Ca                     |                                                           |

## Chương trình đã tham gia

### Chương trình truyền hình
| Năm  | Tên                                                | Tên tiếng Trung           | Ghi chú/Nguồn                                                                   |
| ---- | -------------------------------------------------- | ------------------------- | ------------------------------------------------------------------------------- |
| 2018 | Thanh Nhập Nhân Tâm                                | 声入人心                  | Một trong sáu người đạt được ghế chính thức                                     |
| 2019 | Singer 2019                                        | 歌手2019                  | Nhóm Thanh Nhập Nhân Tâm Nam Đoàn cùng A Vân Ca, Thái Trình Dục, Cúc Hồng Xuyên |
| 2019 | Liên minh Siêu cấp Cánh cụt: Đấu trường ngôi sao 3 | 超级企鹅联盟Super3:星斗场 | [ 49 ]                                                                          |

### Phim truyền hình
| Năm  | Tên                                               | Tên tiếng Trung | Nhân vật       | Nguồn             |
| ---- | ------------------------------------------------- | --------------- | -------------- | ----------------- |
| 2020 | Xin chào bạn học mèo                              | 你好喵室友      |                | [ 50 ]            |
| 2021 | Kì nghỉ ấm áp                                     | 假日暖洋洋      | Cao Tuấn Dụ    | [ 20 ]            |
| 2021 | Liễu lãng văn oanh (Chim oanh hót trong bụi liễu) |                 | Công Dục Thiện | [ cần dẫn nguồn ] |

## Hoạt động đại sứ
| Năm  | Tổ chức/Sự kiện                             | Vai trò                                            | Nguồn         |
| ---- | ------------------------------------------- | -------------------------------------------------- | ------------- |
| 2019 | Chương trình từ thiện Trái tim Thiên sứ AIA | Đại sứ từ thiện                                    | [ 25 ]        |
| 2020 | Lễ hội Âm nhạc Quốc tế Thượng Hải           | Đại sứ hình ảnh                                    | [ 13 ] [ 51 ] |
| 2020 | Gala mừng xuân Trung Quốc và Na Uy          | Đại sứ Trao đổi Văn hóa Du lịch Na Uy – Trung Quốc | [ 26 ]        |

## Giải thưởng
| Năm  | Giải thưởng                                   | Hạng mục                    | Nguồn               |
| ---- | --------------------------------------------- | --------------------------- | ------------------- |
| 2018 | Giải thưởng Viện Hàn lâm Nhạc kịch Trung Quốc | Nam diễn viên xuất sắc nhất | [ 9 ] [ 11 ] [ 52 ] |
| 2019 | Đêm hội Cosmo Glam Night                      | Di sản và Sắc đẹp           | [ 53 ]              |